# Förstakammarvalet i Sverige 1876
Förstakammarvalet i Sverige 1876 var ett val i Sverige. Valet utfördes av landstingen och i de städer som inte hade något landsting utfördes valet av stadsfullmäktige. 1876 fanns det totalt 565 valmän, varav 559 deltog i valet.
I Västmanlands läns valkrets ägde valet rum den 4 januari. Edvard Frisk valdes den 18 september. I Göteborgs och Bohus läns valkrets, Värmlands läns valkrets, Örebro läns valkrets, Jämtlands läns valkrets och halva Älvsborgs läns valkrets ägde valet rum den 19 september. I andra halvorna av Älvsborgs läns valkrets och Gävleborgs läns valkrets ägde valet rum den 20 september. I Västernorrlands läns valkrets ägde valet rum den 26 september och i Malmöhus läns valkrets, den 27 september.

## Invalda riksdagsmän
Malmöhus läns valkrets:
- Ludvig Kockum

Göteborgs och Bohus läns valkrets:
- Albert Ehrensvärd den äldre, skån
- Leonard Nordenfelt
- Anton Niklas Sundberg

Älvsborgs läns valkrets:
- Fredrik von Essen, skån
- Olof Rylander
- Eric af Klint
- Robert von Kræmer

Värmlands läns valkrets:
- Theodor Wijkander

Örebro läns valkrets:
- Robert Montgomery-Cederhielm, lmp:s filial

Västmanlands läns valkrets:
- Patric Reuterswärd

Gävleborgs läns valkrets:
- Edvard Frisk
- Olof Widmark

Västernorrlands läns valkrets:
- Christian Fröberg
- Jonas Widén

Jämtlands läns valkrets:
- Gustaf Asplund